# Lost Boys & Fairies
Lost Boys & Fairies är en brittisk miniserie som hade premiär på BBC One under 2024. Serien är skapad av Bob Kane, och består av 3 avsnitt.

## Handling
Filmen kretsar kring Gabriel och hans partner Andy som adopterar ett barn. Men Gabriel har ett förflutet och han måste reparera sin relation med sin pappa innan han verkligen kan börja vara förälder till 7-årige Jake.

## Rollista (i urval)
- Siôn Daniel Young
- Fra Fee
- Elizabeth Berrington
- Sharon D Clarke
- Maria Doyle Kennedy